# Carmen (Surigao del Sur)
Carmen ist eine Stadtgemeinde in der Provinz Surigao del Sur. Sie hat 10.347 Einwohner (Zensus 1. August 2015).
Carmen liegt in der Nähe der Küste der Philippinensee (Bucht von Lanuza), von der es durch Bunga (Barangay von Lanuza) getrennt ist, und ist der zweitsüdlichste Teil einer relativ geschlossenen Region, die als CarCanMadCarLan bezeichnet wird. Die Nachbargemeinden sind Madrid im NNW und Lanuza im SO.

## Barangays
| Name          | Einwohner (1. August 2015) |
| ------------- | -------------------------- |
| Antao         | 1.140                      |
| Cancavan      | 473                        |
| Carmen (Pob.) | 2.775                      |
| Esperanza     | 814                        |
| Puyat         | 1.587                      |
| San Vicente   | 664                        |
| Santa Cruz    | 938                        |
| Hinapoyan     | 1.896                      |

Quelle: National Statistical Coordination Board,
Makati City, Philippines
(Pob.= Poblacion (Bevölkerung), also dichter besiedelte und im Allgemeinen urbanisierte Gebiete)

## Verkehr
Die Stadtgemeinde wird von der betonierten Küstenstraße Surigao-Tandag durchquert.
Da Carmen nicht an der Küste liegt, hat es auch keinen Hafen.
Der nächstgelegene Flughafen ist in Tandag, die beiden größeren nächsten in Surigao und Butuan. In Carmen befindet sich das „Lanuza Flugfeld“ – wobei es sich genau genommen um eine Straße von ca. 700 m Länge handelt, die von Kleinflugzeugen zur Not als Landebahn genutzt werden kann und von der Küstenstraße Surigao-Tandag nach SSW abzweigt – und zwar etwa 2 km hinter der Carac-An-Brücke in Richtung Lanuza.

## Tourismus
Der „verlorene Fluss“ (Hubason) ist durch ein Wehr aus Beton aufgestaut, das eine kontinuierliche Wasserentnahme für die nahe gelegenen Reisfelder ermöglicht. Dadurch wird selbst in der Trockenzeit oberhalb des Wehrs eine Wassertiefe von bis zu 2,5 m erreicht, so dass ein „Urwaldbad“ entstanden ist, das Touristen als „Malibu“ vermittelt wird. Es befindet sich im Barangay San Vicente bei 9°12'24"N und 126°0'45"Ost. Mehrere „Waiting sheds“, das sind überdachte Tisch-Bank-Kombinationen sowie eine überdachte Tanzfläche mit Musikanlage sind vorhanden und können gemietet werden.

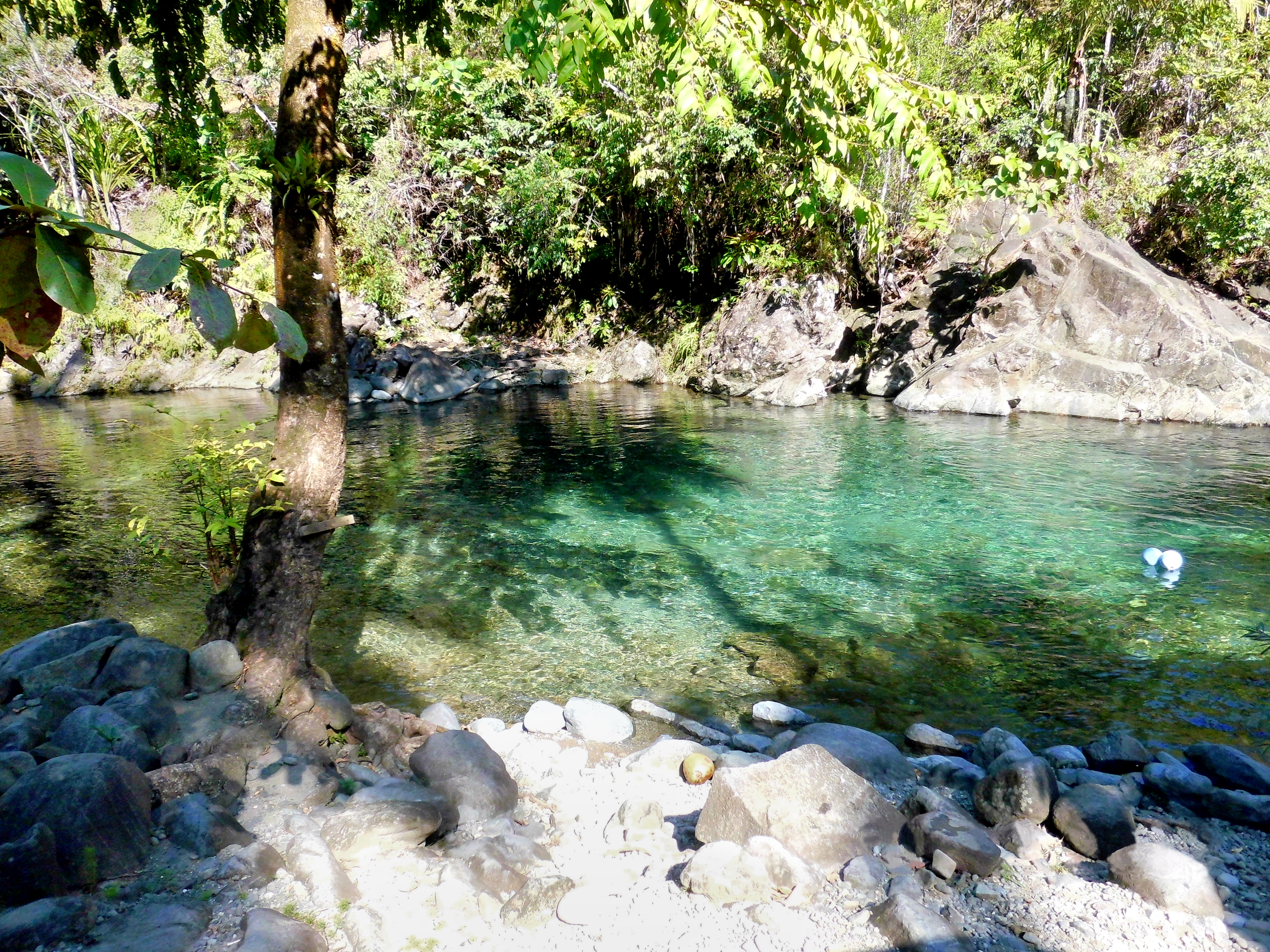
Urwaldbad Malibu (Hubason), Mitte

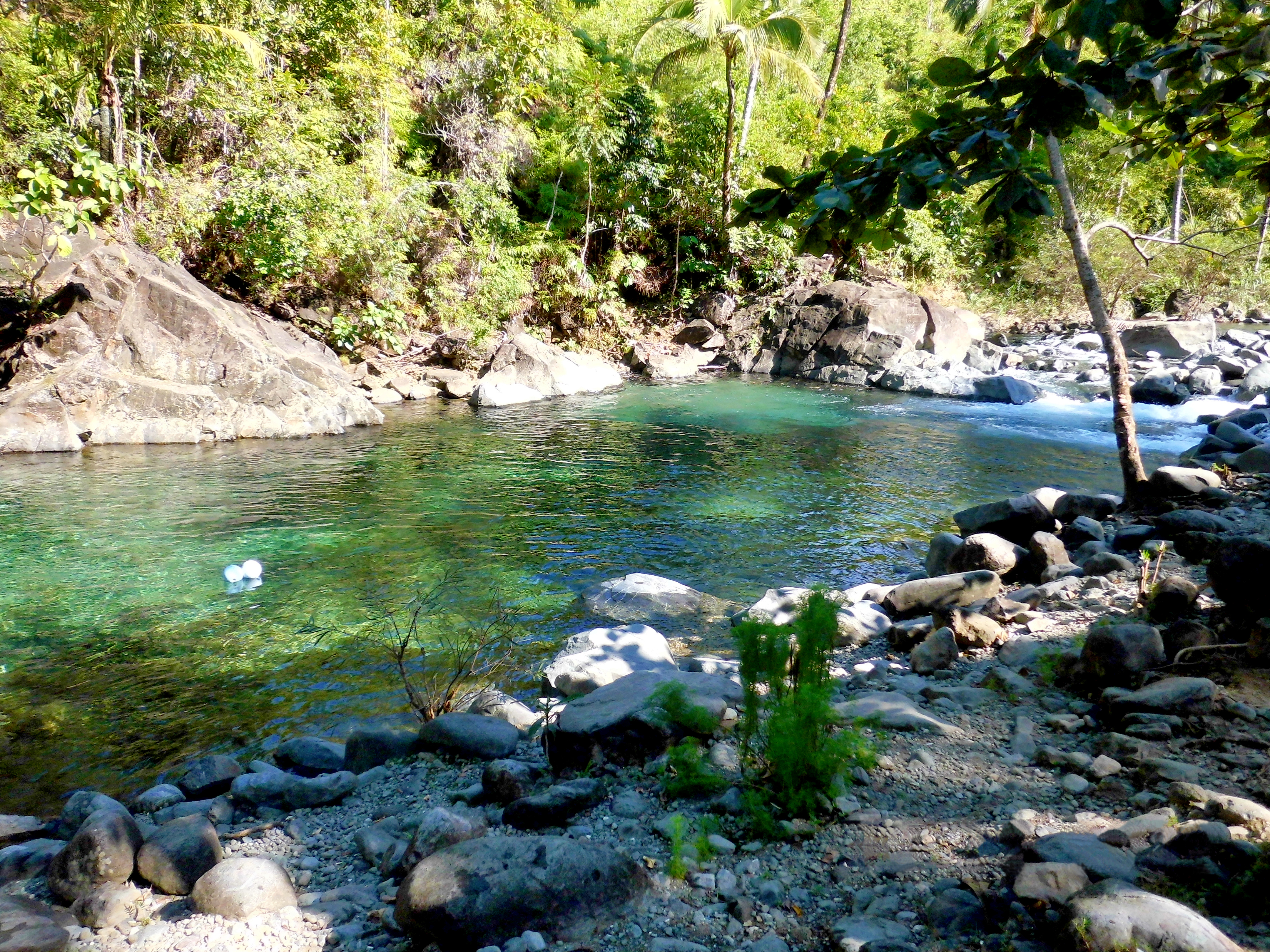
Urwaldbad Malibu (Hubason), stromauf

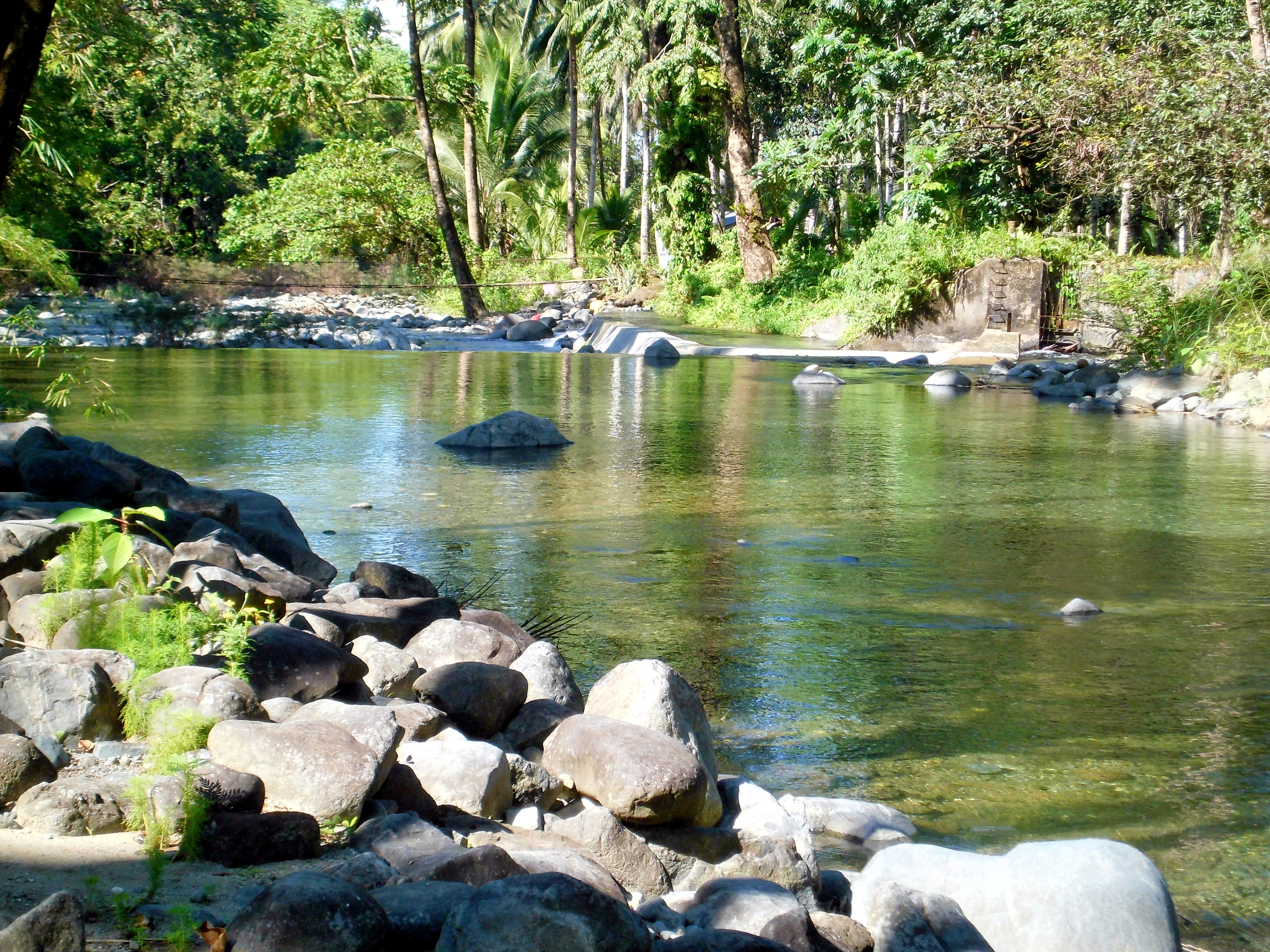
Urwaldbad Malibu (Hubason), stromab mit Wehr und Bewässerungskanal

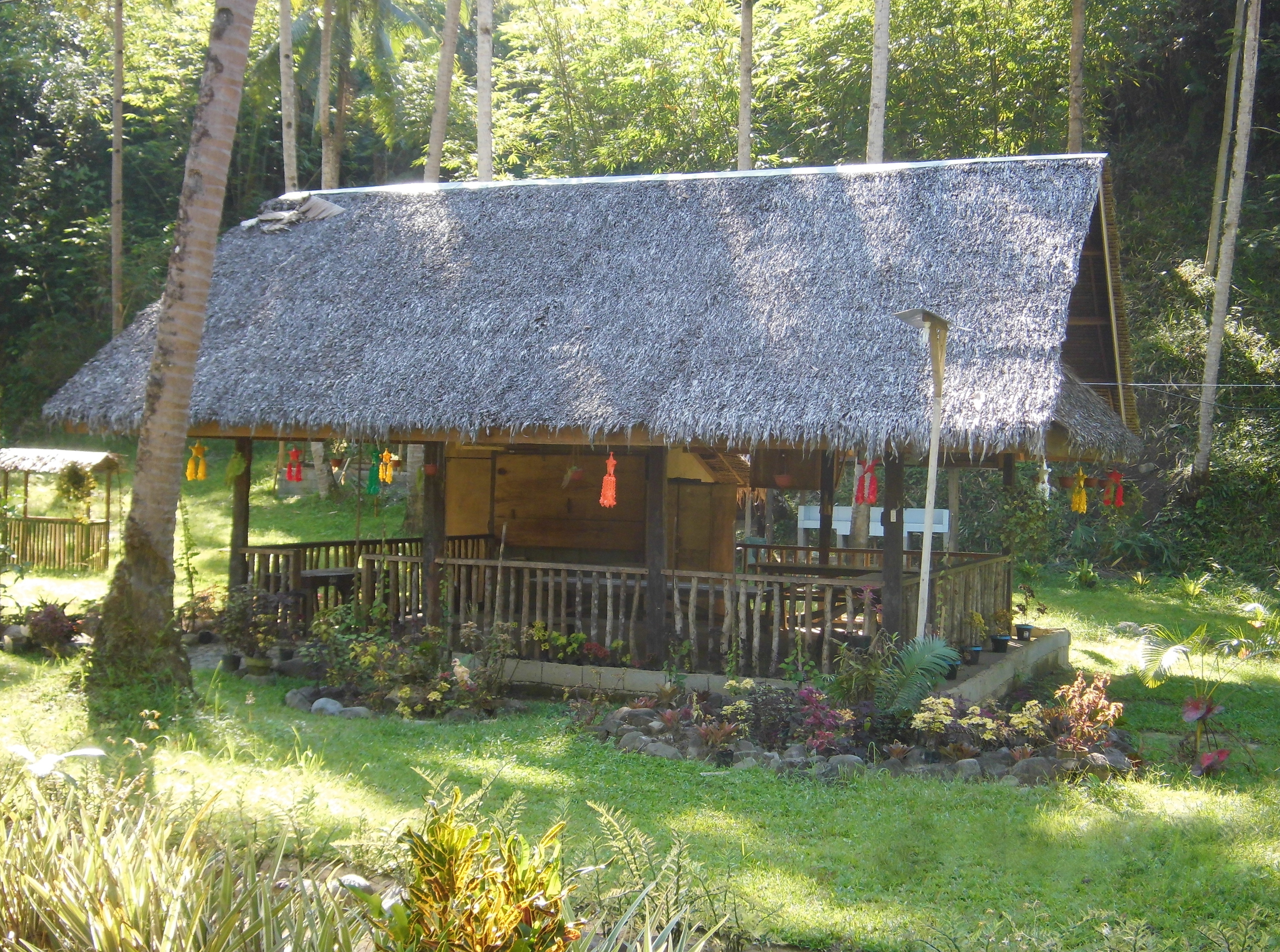
Urwaldbad Malibu (Hubason), Tanzfläche

## Geschichte
Die Gemeinde ist eine Gründung von Auswanderern der Insel Bohol, aus der gleichnamigen Stadt Carmen (Bohol). Zu den ersten Siedlern gehörten Inocencio Suan, Isidro Cubero, Quirino Matildo and Dionisio Derigay, die um 1900 das Land betraten. Die Siedlung war ursprünglich ein Sitio mit dem Namen Cabakhawan von Cantilan, das auf Betreiben der Ankömmlinge zum Barangay Carmen aufgewertet wurde. Weitere Einwanderer aus Cebu und Leyte trafen ein und ließen den Ort weiter anwachsen. Carmen wurde dann ein Barangay von Lanuza, das selbst eine Ausgliederung von Cantilan war. Carmen wurde am 16. August 1971 durch den R.A. No. 6367 zur eigenständigen Stadt und der Name des ganzen Gebietes, das ursprünglich Cantilan war, wurde zu CARCANMADCARLAN.

## Klima
|                       | Jan   | Feb   | Mär   | Apr   | Mai   | Jun   | Jul   | Aug   | Sep   | Okt   | Nov   | Dez   |   |         |
| Mittl. Tagesmax. (°C) | 29    | 29    | 30    | 31    | 32    | 32    | 32    | 32    | 32    | 32    | 31    | 29    | ⌀ | 30,9    |
| Mittl. Tagesmin. (°C) | 22    | 22    | 23    | 23    | 24    | 24    | 24    | 24    | 24    | 24    | 23    | 23    | ⌀ | 23,3    |
|                       |       |       |       |       |       |       |       |       |       |       |       |       |   |         |
| Niederschlag (mm)     | 582,4 | 389,1 | 283,5 | 196,0 | 123,4 | 114,0 | 137,0 | 115,1 | 122,4 | 216,0 | 378,2 | 429,5 | Σ | 3.086,6 |

| 22 |

| 22 |

| 23 |

| 23 |

| 24 |

| 24 |

| 24 |

| 24 |

| 24 |

| 24 |

| 23 |

| 23 |

| 22 |

| 22 |

| 23 |

| 23 |

| 24 |

| 24 |

| 24 |

| 24 |

| 24 |

| 24 |

| 23 |

| 23 |

Carmen hat wie ganz Mindanao ein tropisches Klima. Die durchschnittliche monatliche Niederschlagsmenge beträgt 257,2 mm (10,13 Zoll). Regenzeit ist von November bis März, Trockenzeit von April bis September. Aber auch in letzterer gibt es oft abendliche Schauer und Gewitter, die von den Einheimischen Sobasco genannt werden.
Das Gebiet wird gelegentlich von Taifunen heimgesucht.